# Chodová Planá
Chodová Planá là một chợ huyện thuộc huyện Tachov, vùng Plzeňský, Cộng hòa Séc.